# Desfile por la Igualdad de Varsovia

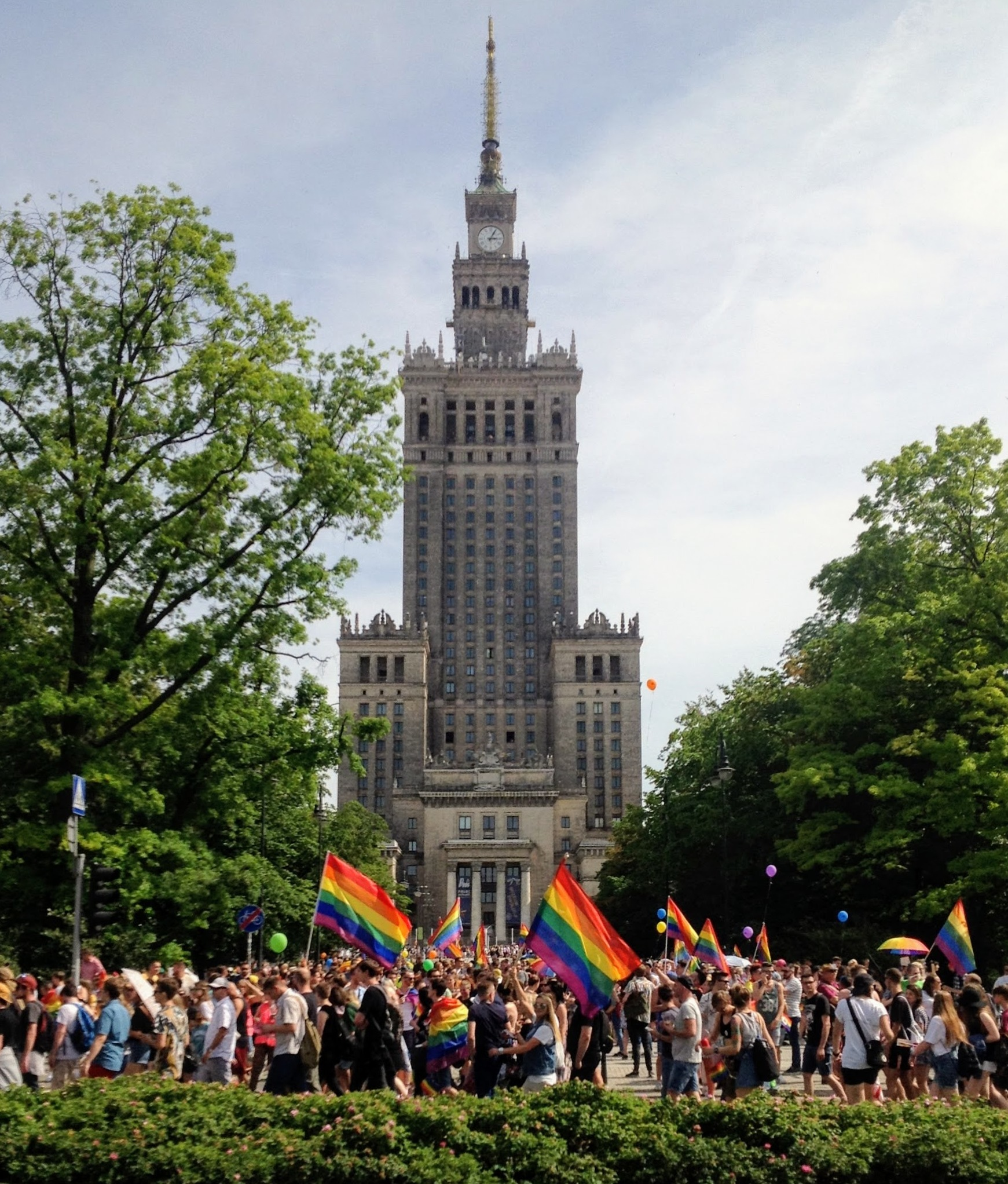
Parada Równości en 2018

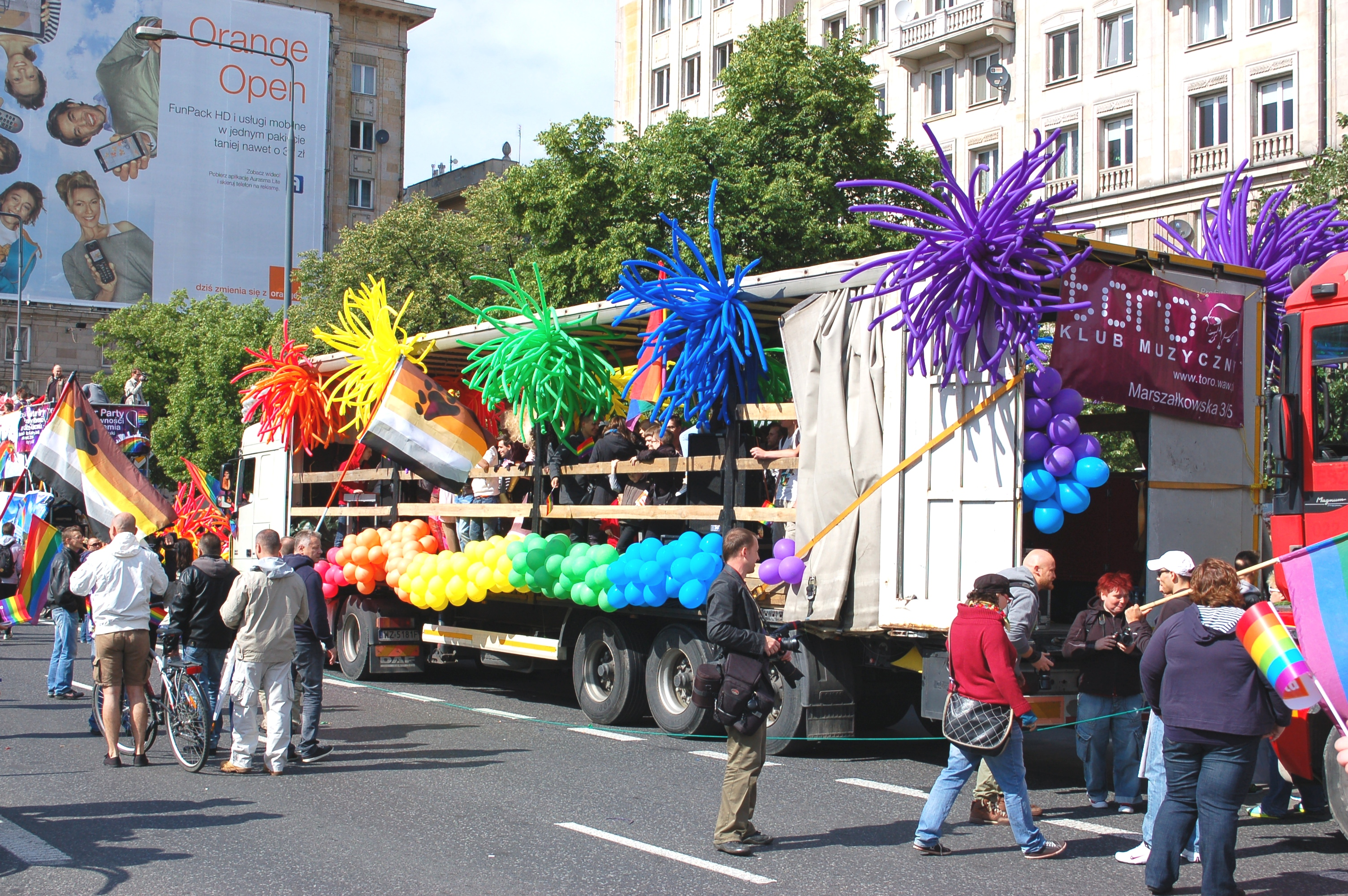
Parada Równości en 2012

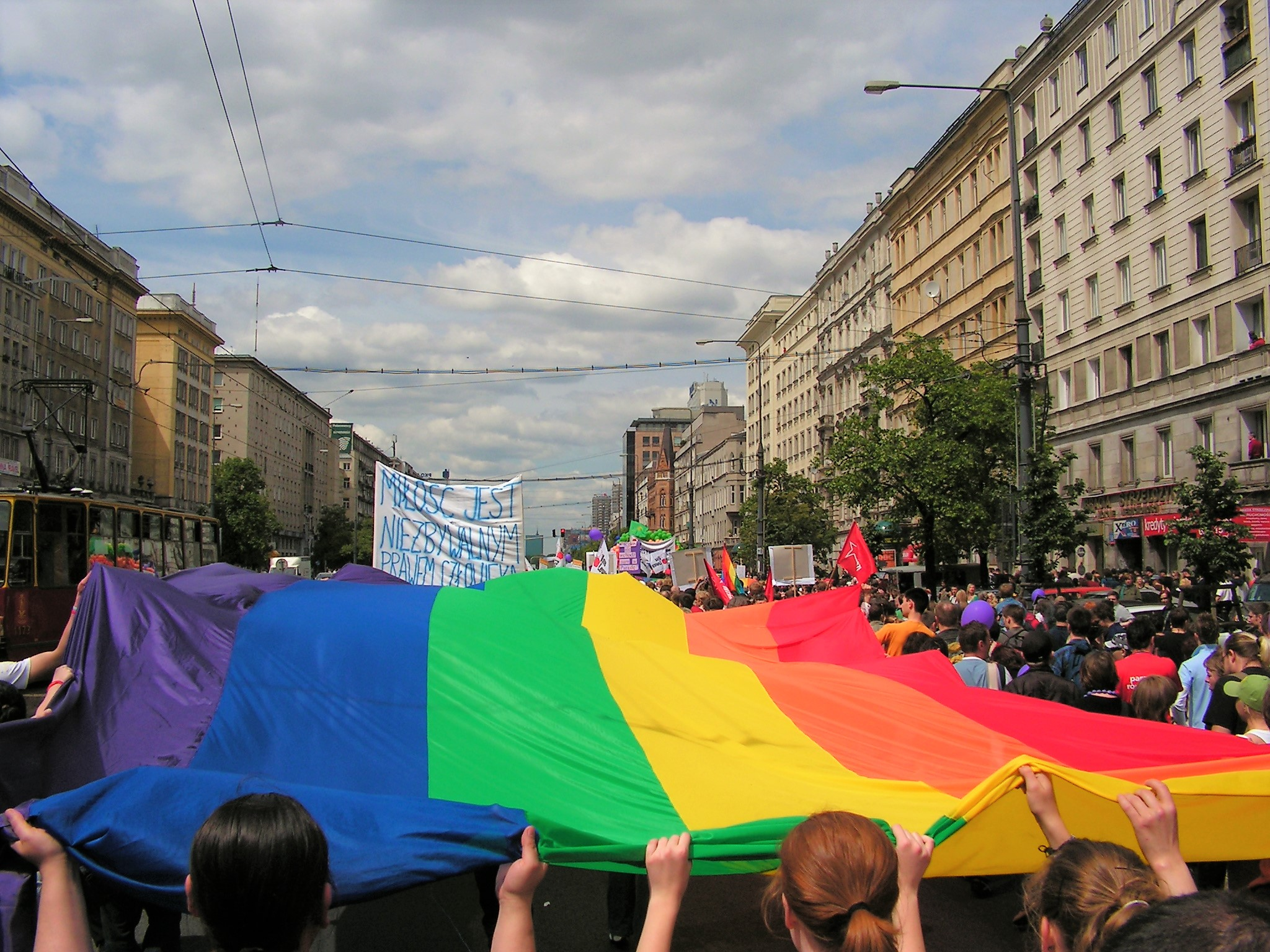
Parada Równości en 2006

El Desfile por la Igualdad de Varsovia (en polaco: «Parada Równości w Warszawie») es una marcha del orgullo LGBT celebrada anualmente en Varsovia, capital de Polonia, desde 2001. Generalmente tiene lugar en mayo o junio. Cada año, congrega a varios miles de manifestantes.
Ha sido descrita como «la primera marcha del orgullo gay de ámbito europeo producida en un país del antiguo bloque comunista».
En 2005, un tercio de los varsovianos apoyaba la marcha. Para 2008, la proporción había caído al 25%. Sin embargo, para 2010, subió al 45%.

## Objetivos
Los organizadores de la marcha pretenden promover la igualdad social en general,
y llamar la atención a los problemas que afronta la comunidad LGBT en Polonia.
Sus organizadores, entre ellos Szymon Niemiec (quien creó el evento en 2001), subrayan que la marcha pretende destacar no solo el movimiento LGBT, sino los asuntos relacionados con los derechos de todas las minorías.

## Historia

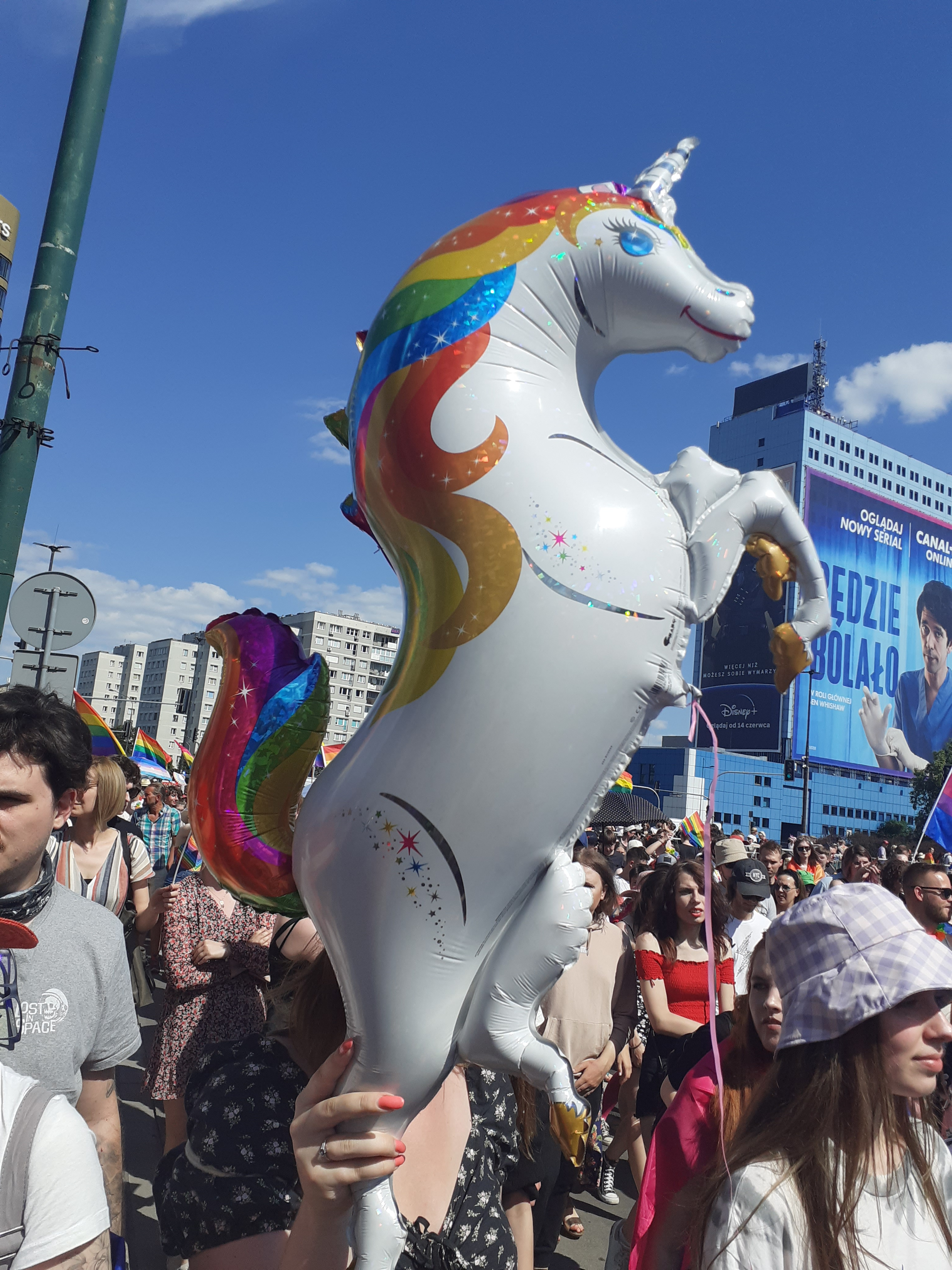
Parada Równości en 2022

Aunque ya se habían hecho esfuerzos para organizar una marcha LGBT en Polonia al menos desde 1998, la primera marcha tuvo lugar en Varsovia en 2001 a través de la iniciativa del activista en derechos de los homosexuales Szymon Niemiec, y atrajo a unos 300 manifestantes, aunque no logró atraer la atención de los medios. Las dos siguientes se produjeron en 2002 y 2003, congregando, respectivamente, a unos 1500 y 3000 manifestantes, respectivamente.
En 2004 y 2005, las autoridades públicas denegaron el permiso para celebrar la marcha, alegando la alta probabilidad de contramanifestaciones, interferencia con fiestas religiosas o nacionales, falta de autorización y otras razones. La Parada Równości se topó con la abierta oposición del político conservador Lech Kaczyński del partido Ley y Justicia, entonces alcalde de Varsovia, y que posteriormente llegaría a ser presidente de Polonia, quien dijo que la celebración de un evento oficial del orgullo gay en Varsovia promovería un estilo de vida homosexual.
Como forma de protesta, en 2004 se organizó en Varsovia una marcha diferente, denominada Wiec Wolności («Veche de la Libertad»), que se calcula que congregó a entre 600 y 1000 personas. En respuesta a la prohibición de 2005, unas 2500 personas se manifestaron el 11 de junio de ese año, un acto de desobediencia civil que fue contestado con varias detenciones breves.
La marcha de 2006 no se enfrentó a ninguna interferencia oficial, y se calcula que congregó a unas 20 000 personas. En mayo de 2007, el Tribunal Europeo de Derechos Humanos sentenció en el caso Bączkowski contra Polonia que la prohibición de las marchas en 2004 y 2005 era discriminatoria e ilegal. La marcha de 2007, celebrada el mismo mes de la sentencia, reunió a unos 4000 manifestantes.
La marcha de 2008 volvió a atraer a «varios miles» de manifestantes, y la de 2009, a «más de 2000». En 2010, no se celebró la Parada Równości, ya que Varsovia organizaba ese año la marcha internacional Europride, que congregó a unas 8000 personas. Sin embargo, este evento fue organizado de forma privada y requería del pago de una cuota de entrada, lo cual fue motivo de polémica.
Desde entonces, se ha celebrado la Parada Równości cada año, con entre 4000 y 6000 manifestantes en 2011, 5000 en 2012 y 8000 en 2013 (muchos de los cuales reclamaban el reconocimiento de uniones entre personas del mismo sexo en Polonia). En 2019, se congregaron   según el ayuntamiento de Varsovia, y   según los organizadores, cifras récord que convertían la Parada Równości en una de las mayores manifestaciones del país.